# فينيل أسيتون
فينيل أسيتون ويُعرف كذلك باسم فينيل-2-بروبانون، هو مركب عضوي صيغته الكيميائية C6H5CH2COCH3. وهو زيت بلا لون قابل للذوبان في المذيبات العضوية. وهو مشتق بنزين أحادي الاستبدال يتكون من أسيتون مرتبط بمجموعة فينيل، ولذلك إسم الإيوباك النظامي الخاص به هو: 1-فينيل-2-بروبانون.
يُستخدم هذا المركب في إنتاج الميثامفيتامين والأمفيتامين، حيث يُعرف عموما باسمه المختصر P2P. نظرا لاستخدام المختبرات غير القانوني لفينيل أسيتون في إنتاج الأمفيتامينات، تم اعتبار فينيل أسيتون مادة خاضعة للرقابة من الصنف الثاني [الإنجليزية] في الولايات المتحدة الأمريكية عام 1980. لدى البشر، يظهر فينيل أسيتون كمستقلب للأمفيتامين والميثامفيتامين عبر نزع الأمين التأكسدي المتواسط بـFMO3.

## استقلاب الأمفيتامين
فينيل أسيتون مركب وسيط في التفكك الحيوي للأمفيتامين. في كبد البشر، يقوم أحادي الأكسيجيناز  المحتوي على الفلافين 3 (FMO3) بنزع الأمين من الأمفيتامينات واستقلابها إلى فينيل أسيتون الذي هو غير سام للإنسان. يتأكسد فينيل أسيتون إلى حمض البنزويك  الذي يُستقلب بدوره إلى حمض الهيبوريك بواسطة إنزيم ناقل أسيل-N الغليسين (GLYAT) قبل الطرح.
يمكن أن يخضع فينيل أسيتون إلى هيدروكسلة بارا ويُصبح 4-هيدروكسي فينيل أسيتون الذي يظهر كمستقلب للأمفيتامين في جسم الإنسان.